# George Riseley
George Riseley   (Gloucestershire, 28 d'agost de 1845 - Bristol, 12 d'abril de 1932) fou un organista anglès.
Va ser elegit corista de la catedral de Bristol el 1852, i el gener del 1862 va rebre lliçons de John Davis Corfe, l'organista de la catedral, per a la seva instrucció en l'orgue, el pianoforte, l'harmonia i el contrapunt. Durant els següents deu anys va actuar d'organista a diverses esglésies de Bristol i Clifton, alhora que va exercir de diputat a la catedral. El 1870 va ser nomenat organista al "Colston Hall" de Bristol, on va iniciar recitals setmanals de música popular i clàssica, i el 1876 va succeir a John Davis Corfe com a organista a la Catedral. Durant els últims cinc anys, Riseley va dedicar les seves energies a la millora de la música orquestral a Bristol, on va recollit una excel·lent orquestra de cinquanta intèrprets. El 1877 va iniciar els seus concerts orquestrals, que li van guanyar una merescuda reputació. Malgrat una considerable oposició i un petit risc pecuniari, va continuar, durant cada temporada, a donar concerts quinzenals, en els quals les principals obres dels mestres clàssics van estar ben interpretades i una gran quantitat d'interessants novetats de compositors moderns, tant anglesos com estrangers havien produït. El 1893 fou nomenat professor d'orgue de l'Acadèmia Reial de Música de Londres.